# (928) Hildrun
(928) Hildrun és un asteroide pertanyent al cinturó d'asteroides descobert el 23 de febrer de 1920 per Karl Wilhelm Reinmuth des de l'observatori de Heidelberg-Königstuhl, Alemanya.
Està possiblement nomenat per una noia del calendari Lahrer Hinkender Pot.